# Nicolás Maduro
Nicolás Maduro Moros (sinh 1962) là một chính trị gia và là đương kim tổng thống Venezuela. Ông từng là Bộ trưởng Bộ Ngoại giao từ năm 2006.

## Sự nghiệp chính trị
Ông sinh ngày 23 tháng 11 năm 1962 ở Caracas. Học xong trung học tại Liceo Jose Avalos, một trường Công lập nằm ở phía Tây Caracas trong những năm 1980 (tiểu khu El Valle), Maduro kết hôn với Cilia Flores, một nhân vật nổi bật trong phong trào Cộng hòa thứ năm (MVR).
Xuất thân là tài xế xe buýt, ông là đại biểu đoàn viên cho những người lao động của hệ thống xe buýt công cộng Caracas Metro trong những năm 1970 và 1980. Ở thời điểm đó, hoạt động công đoàn của Metro còn chưa được phép hoạt động, do vậy, hoạt động của ông coi như hoạt động khởi đầu cho Phong trào Công đoàn của Metro Caracas.
Ông được coi là một trong những người sáng lập của Phong trào Cộng hòa thứ năm. Thành tựu chính trị lớn nhất của ông là nhà hoạt động đấu tranh cứu Hugo Chávez ra khỏi nhà tù sau cuộc đảo chính tổng thống không thành công Carlos Andrés Pérez từ 1992 đến 1998, và sau đó là một trong những điều phối viên khu vực chính trị của mình trong cuộc đua tổng thống 1998.
Maduro trở thành đại biểu Thượng viện MVR Venezuela trong năm 1998, đại biểu lập hiến năm 1999, và Đại biểu Quốc hội trong năm 2000 và 2005. Ông là Chủ tịch Hội đồng cơ quan lập pháp từ năm 2005 cho đến nửa đầu năm 2006, được bổ nhiệm làm Bộ trưởng Bộ Ngoại giao vào ngày 9 tháng 8 năm 2006.

## Được đề cử tổng thống
Ngày 15 tháng 12 năm 2011, Tổng thống Hugo Chávez chỉ định Maduro làm ứng cử viên PSUV, Thống đốc bang Carabobo El Universal
Ngày 10 tháng 10 năm 2012, 3 ngày sau khi cuộc bầu cử tổng thống 2012, Tổng thống Chávez bổ nhiệm Maduro là Phó tổng thống. Ông nhậm chức vào ngày 13 tháng 10 năm 2012, kiêm Bộ trưởng Bộ Ngoại giao.
Ngày 8 tháng 12 năm 2012, Tổng thống Hugo Chávez thông báo rằng bệnh ung thư tái phát và ông sẽ trở lại Cuba để điều trị. Tổng thống Chavez cho biết tình trạng của mình có thể tồi tệ hơn và một cuộc bầu cử tổng thống mới có thể được diễn ra để tìm người thay thế ông. Và Chavez đã đưa ra ý kiến ủng hộ cho Maduro nếu người dân Venezuela cần phải đi bỏ phiếu bầu tổng thống thay thế ông. Đây là lần đầu tiên Hugo Chávez chỉ định một ứng cử viên kế nhiệm cho phong trào của ông. Ngày 05/3/2013 Tổng thống Hugo Chávez mất, ông được đưa lên làm Tổng thống tạm quyền Venezuela. Ngày 12 tháng 4 năm 2013, ông Maduro đã giành chiến thắng trong cuộc bầu cử tổng thống ở Venezuela với 50,7% số phiếu bầu so với 49,1% số phiếu của ứng viên đối lập Henrique Capriles.
Ngày 20 tháng 5 năm 2018, theo kết quả cuộc bầu cử tổng thống, ông tái đắc cử Tổng thống với 67,8% số phiếu bầu.